# شوتا آرای
شوتا آرای (ژاپنی: 新井 翔太؛ زادهٔ ۷ آوریل ۱۹۸۵) یک بازیکن فوتبال اهل ژاپن است.
از باشگاه‌هایی که در آن بازی کرده‌است می‌توان به باشگاه فوتبال اوراوا رد دیاموندز و باشگاه فوتبال اهیمه اشاره کرد.